# Saison 2 du Gros Show
Cet article présente le guide des épisodes de la deuxième saison de la série télévisée L'Gros Show.

## Épisode 1Le Mariage
- Dave Ouellet : Lamotte
- Danielle Fichaud : Madame Poudrier
- Jean-Claude Gélinas : Boum Desgagné

## Épisode 2:Pute Rock
- Richard Lalancette : L'gérant

## Épisode 3:Le Père Aubé
- Patrick Groulx : Patenaude
- Jean-François Aubé : Le père Aubé

## Épisode 4:L'élection
- Marionnette : M. Aubry
- Peter Bruggeman : L'chinese
- Mary-Chantale Bertrand : La fille frustrée
- Bruno Landry : Le maire
- Gilles Guindon : Private Eye

## Épisode 5:La secte
- Peter Bruggeman : L'chinese
- Mary-Chantale Bertrand : La fille frustrée
- Richard Lalancette : L'gérant
- Dave Ouellet : Lamotte
- Pierre Prince : Couillard

## Épisode 6:Les gars de Laval
- Louis-José Houde : Rick
- Patrick Guay : Steeve
- Richard Lalancette : L'gérant

## Épisode 7:Elvis Story
- Yann Perreau : Elvis Story
- Dominic Paquet : Johnny Jazz
- Marionnette : M. Aubry
- Gilles Guindon : Private Eye

## Épisode 8:Le plus gros tchin
- Francis Cloutier : Michel Latendresse
- Daniel Grenier : Tommy Taillon
- Peter Bruggerman : Chin Man alias l'Chinese
- Catherine Planet : La Fradette

## Épisode 9:On fait de la pub
- Jean-Michel Dufaux : Carlo Néron
- Peter Bruggerman : l'Chinese
- Marionnette : M. Aubry
- Marionnette : M. Clavet

## Épisode 10:Le déménagement
- Danielle Fichaud : Madame Poudrier
- Peter Bruggerman : l'Chinese/Chin Man
- Martin Petit : M. Rochon
- Dominic Sillon : Tino
- Martin Cloutier : Tony
- Guy Bernier : Gaétan